# Triodon macropterus
Triodon macropterus Lesson, 1831 é uma espécie de peixe tetraodontiforme, a única espécie extante do género Triodon e da família Triodontidae. São conhecidos outros membros da família a partir de um registo fóssil que data do Eoceno.

## Descrição
A espécie tem distribuição natural nas águas tropicais e subtropicais do Indo-Pacífico, onde ocorre até aos 300 m de profundidade. O nome genérico tem origem etimológica no grego clássico nas palavras tria (três) e odous (dente), uma referência aos três dentes fundidos que formam uma estrutura em forma de bico.
A espécie atinge um comprimento corporal máximo de 54 cm. Apresenta uma morfologia corporal característica, com uma grande prega ventral que quando distendida é maior que o corpo do animal. A prega é inflada com água do mar quando o animal se sente ameaçado. A aba tem uma mancha em forma de olho e é inflada girando a pélvis para baixo, o que faz com que o animal pareça muito maior aos potenciais predadores, o que reduz a probabilidade de ser atacado.

## Galeria

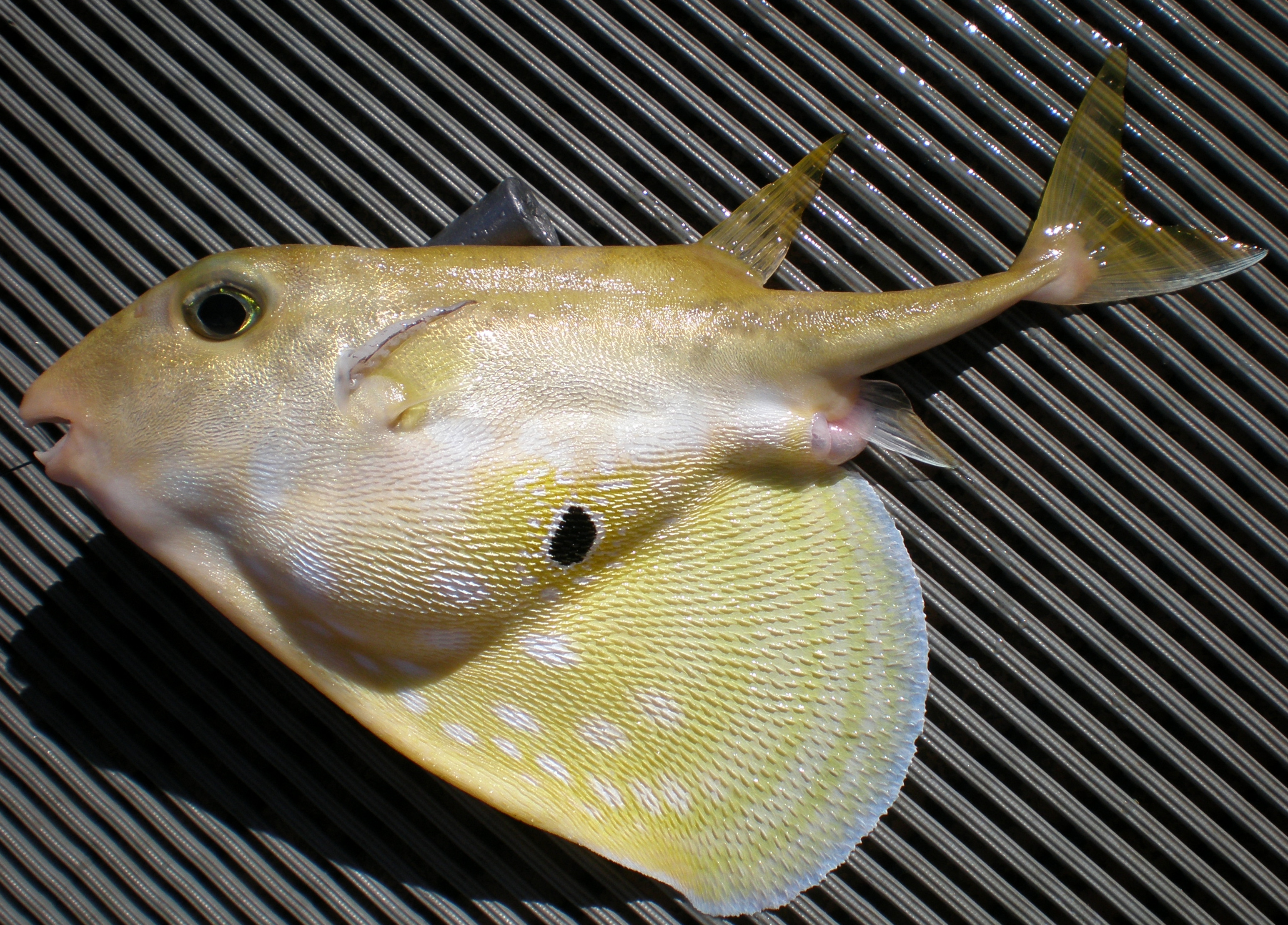
Espécime recém-capturado, com a prega meio estendida.
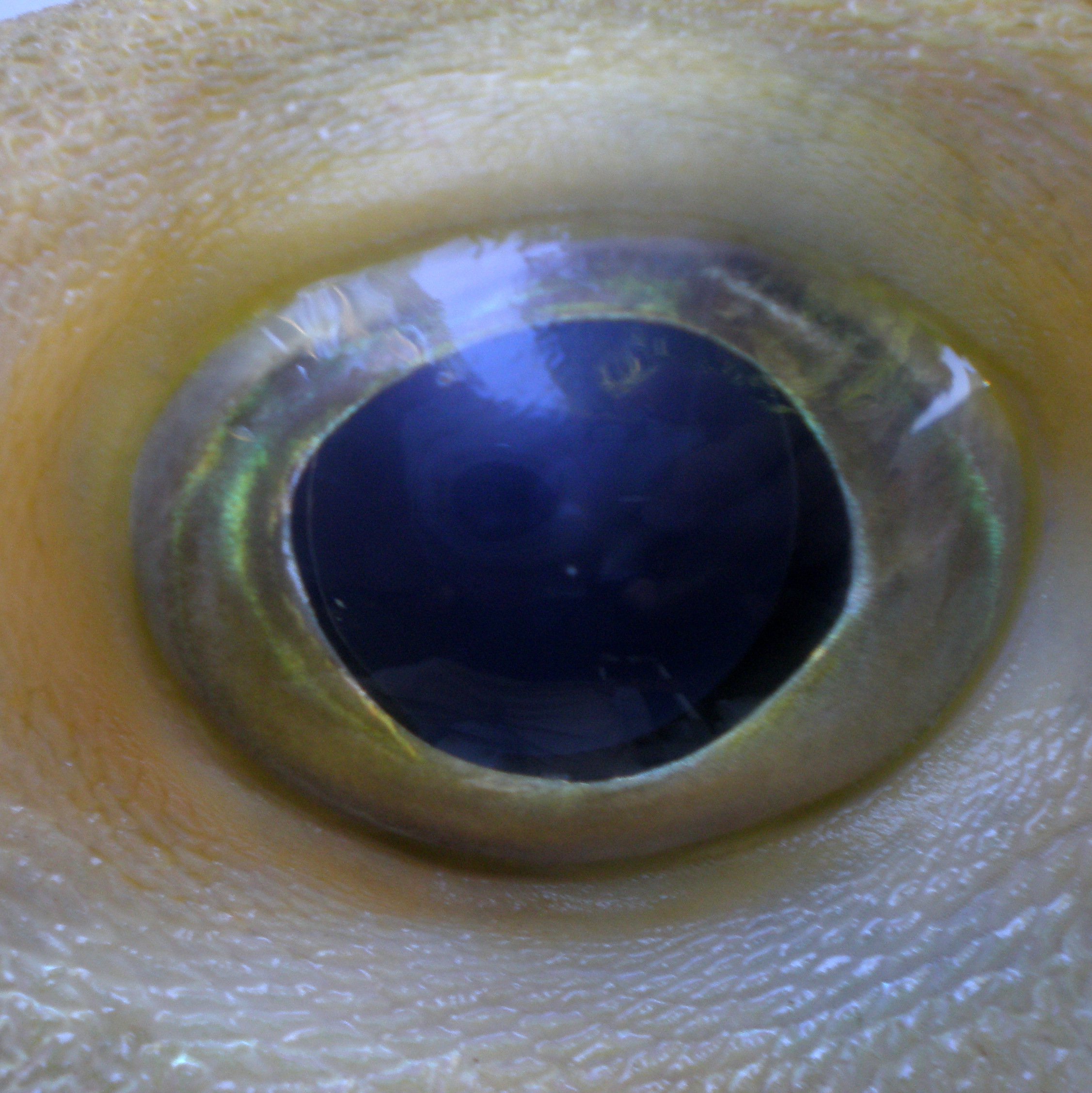
Olho.
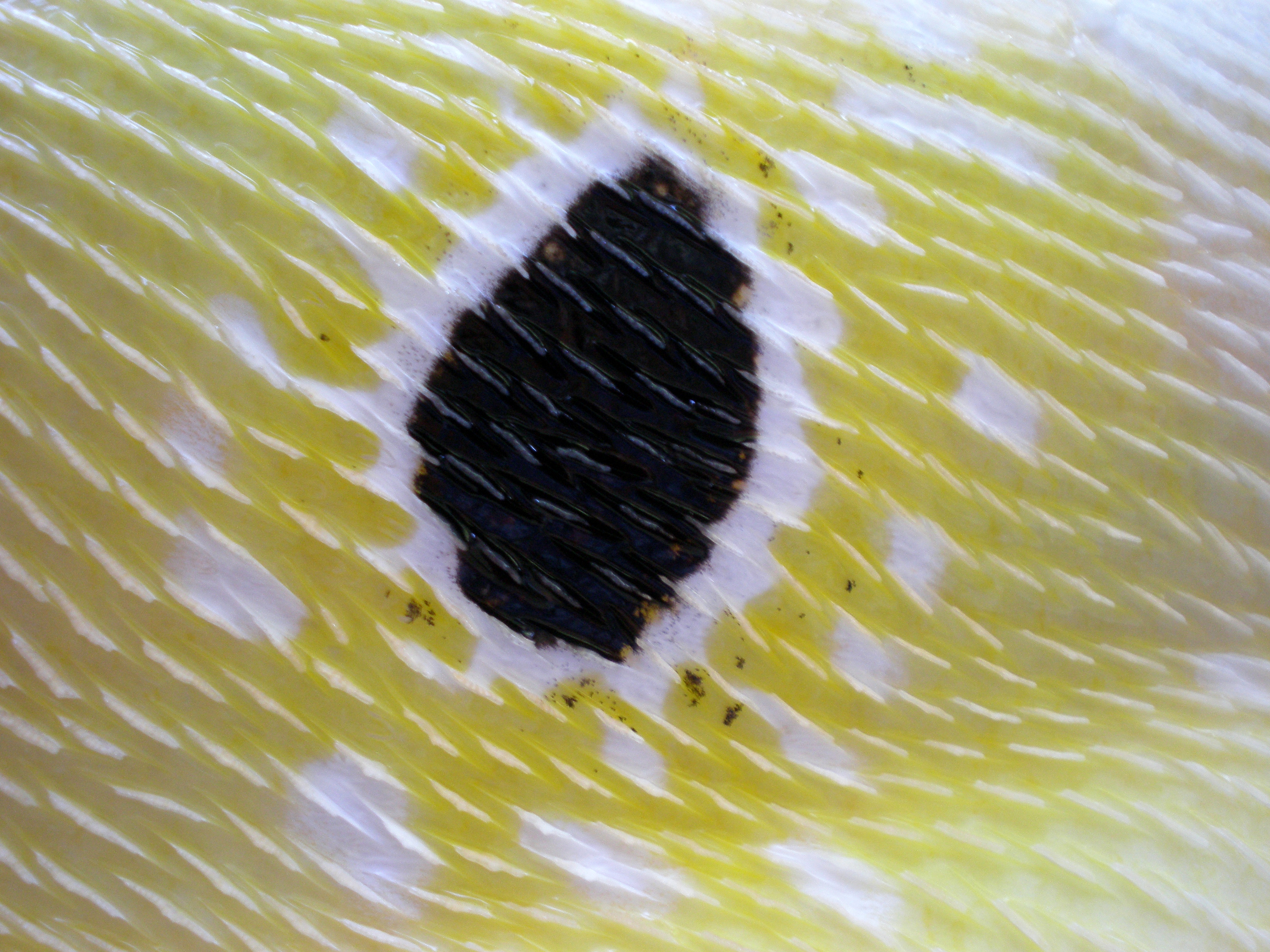
Mancha ocular da prega.
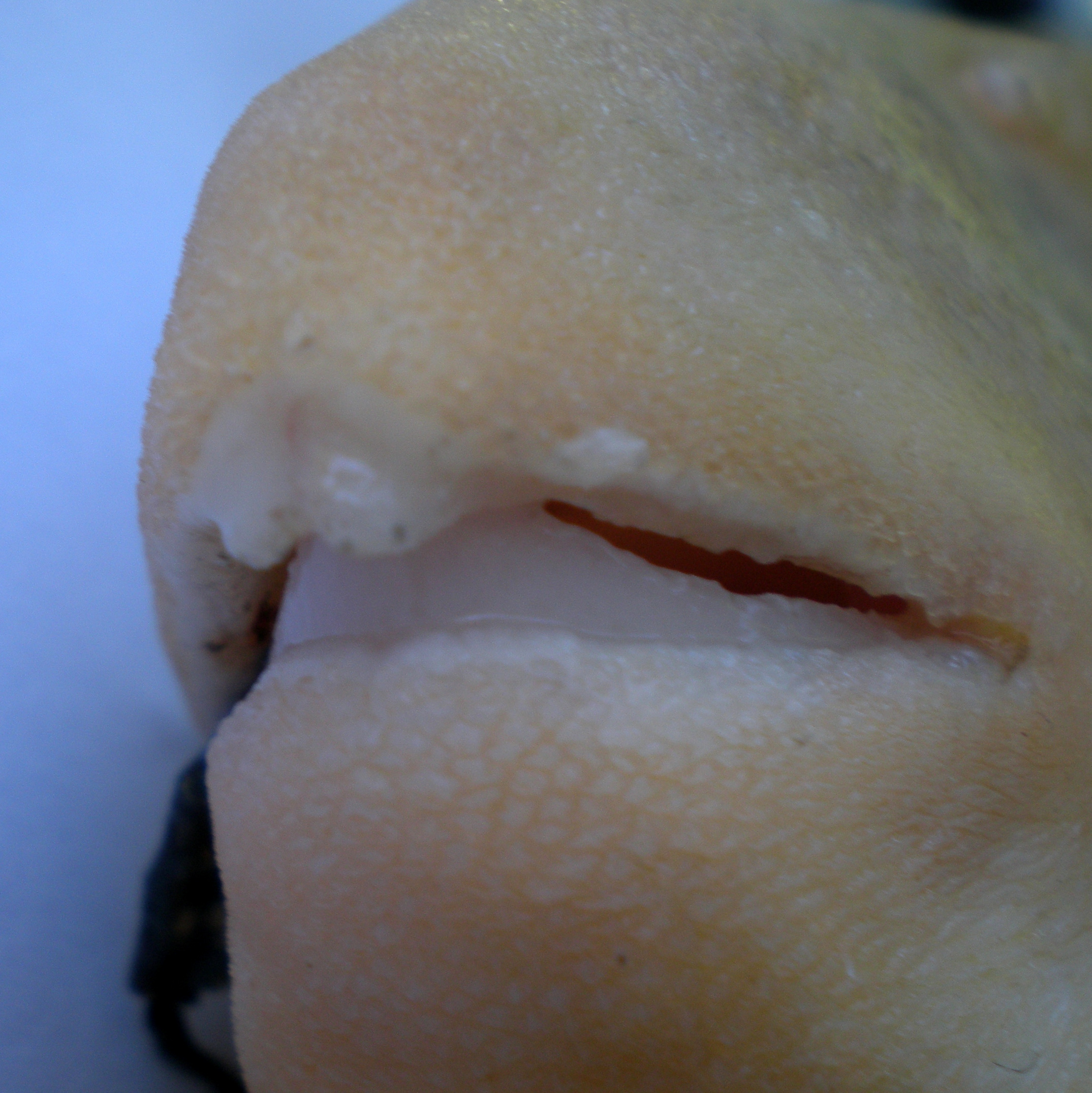
Dentes.
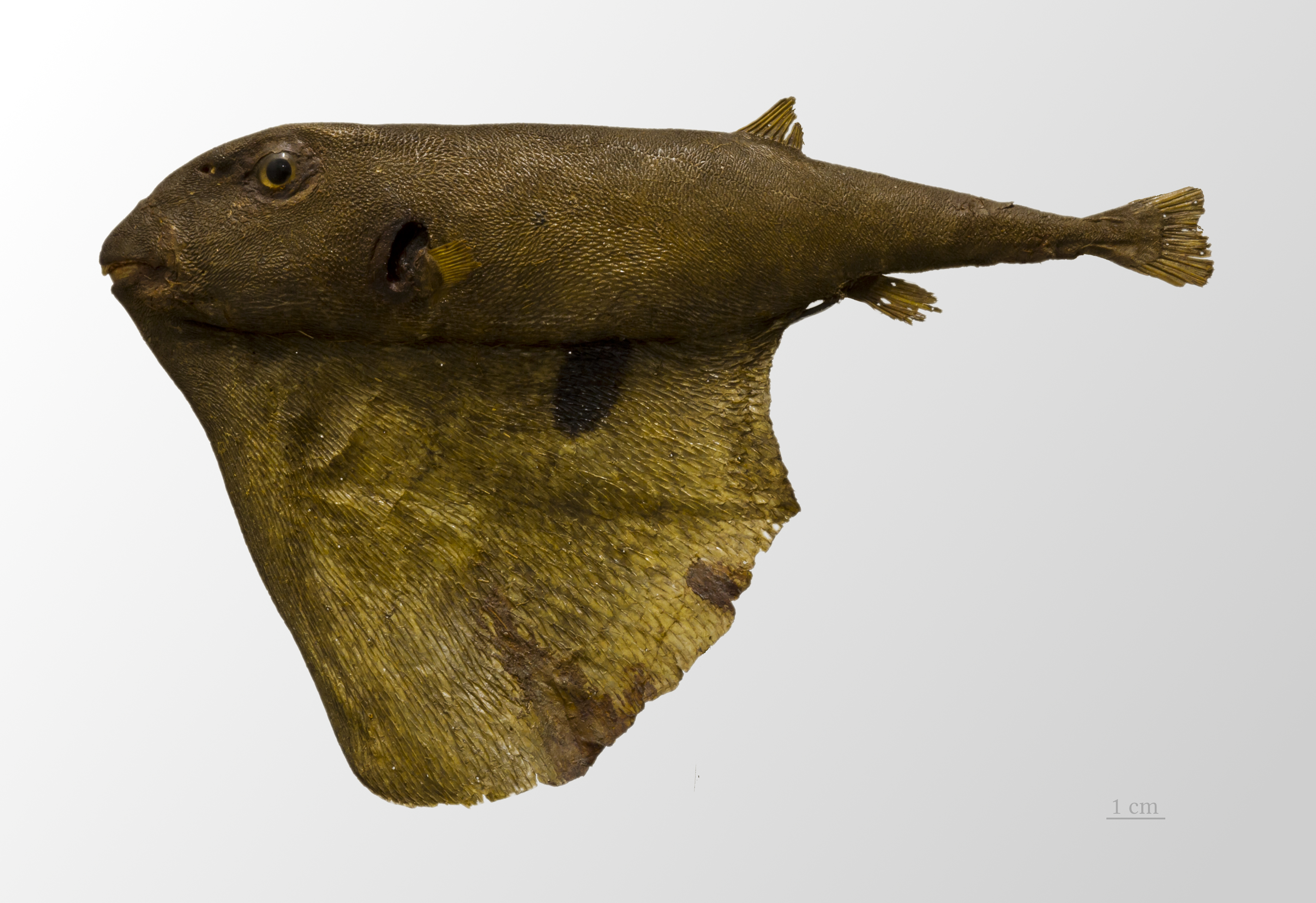
Espécime de museu.
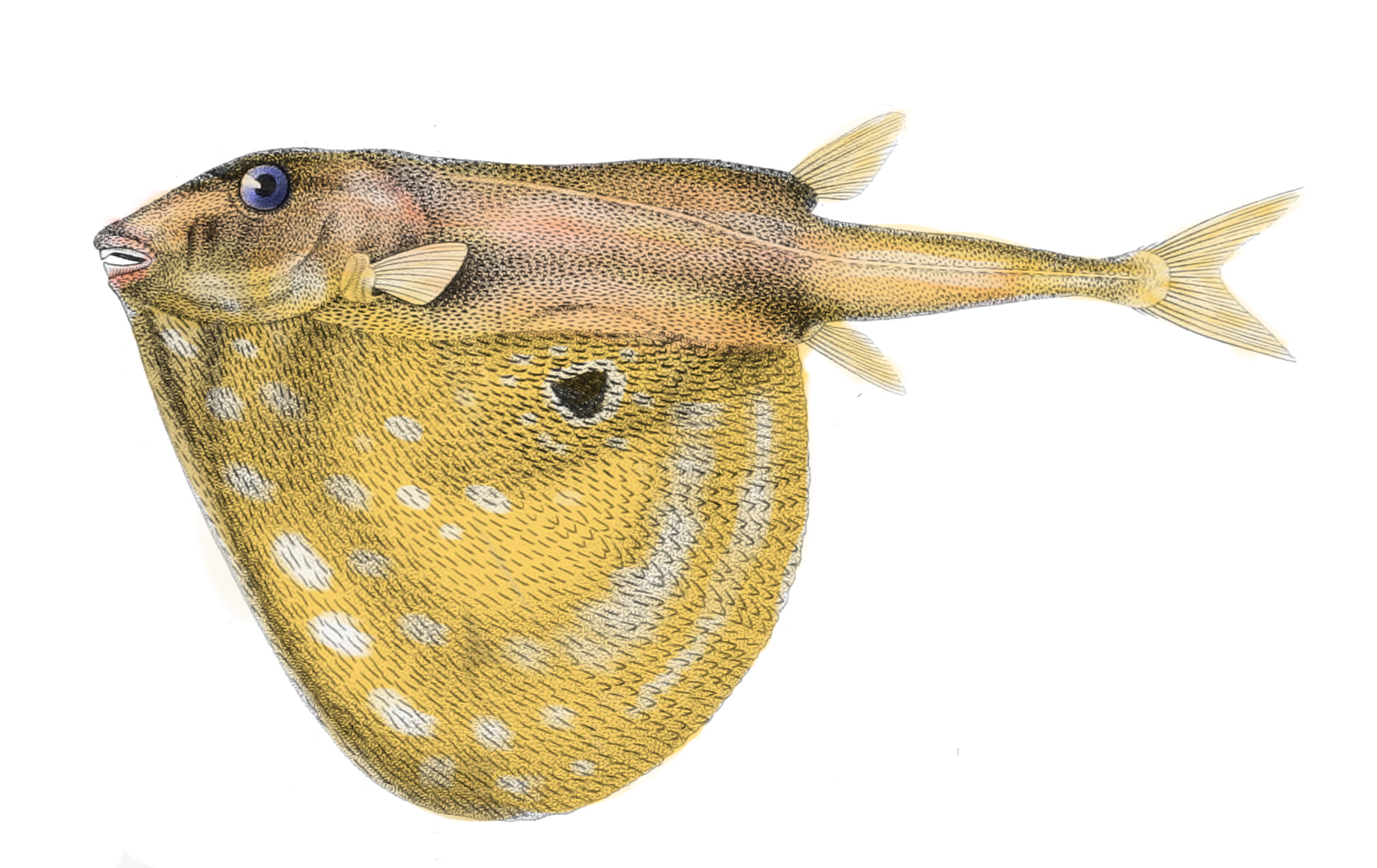
Gravura de Cuvier.